# Garmisch-Partenkirchen
Garmisch-Partenkirchen (in bavarese Garmasch-Partakurch) è un comune di mercato della Germania situato nel Land della Baviera, nel circondario di Garmisch-Partenkirchen, di cui è capoluogo. 

## Geografia fisica
Garmisch-Partenkirchen è situata nella parte meridionale dell'Alta Baviera, a circa 10 km dal confine con l'Austria, ed è la località sciistica bavarese più nota. A circa 12 km a sud-ovest dell'abitato si trova la vetta dello Zugspitze (2.962 m), la montagna più alta della Germania.

## Storia
Nel 1935 i due comuni di Garmisch e di Partenkirchen si unirono anche in prospettiva dei IV Giochi olimpici invernali che vi si tennero l'anno successivo. Il 29 aprile 1945, Garmisch-Partenkirchen, che non era stata distrutta, fu consegnata all'esercito americano senza combattere.
Nel giugno 2015 Garmisch-Partenkirchen ha ospitato il 41° vertice del G7.

## Ospedali
A Garmisch-Partenkirchen si trova il Centro tedesco per la reumatologia pediatrica e adolescenziale, il più grande centro specialistico europeo per il trattamento di bambini e adolescenti affetti da malattie reumatiche e sindromi dolorose croniche.

## Sport
Stazione sciistica, Garmisch-Partenkirchen ha ospitato i IV Giochi olimpici invernali del 1936, i Mondiali di sci alpino 1978, i Mondiali di sci alpino 2011 e numerose gare delle varie Coppe del Mondo FIS.
Il primo giorno dell'anno sul trampolino Große Olympiaschanze si tiene una gara di salto con gli sci del Torneo dei quattro trampolini, dal 1980 valida anche ai fini della Coppa del Mondo.

## Galleria d'immagini

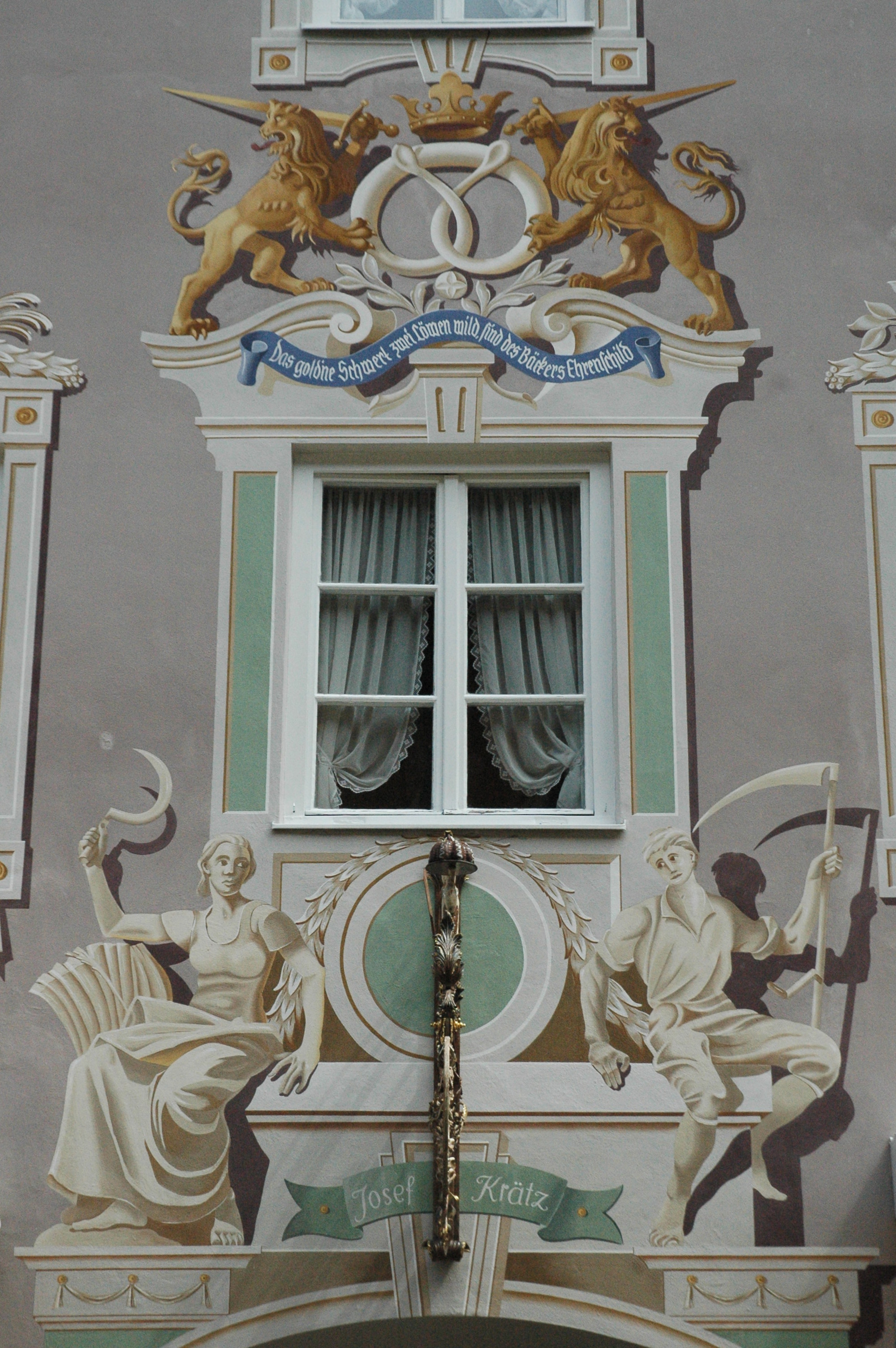
Casa della Bäckerei Krätz
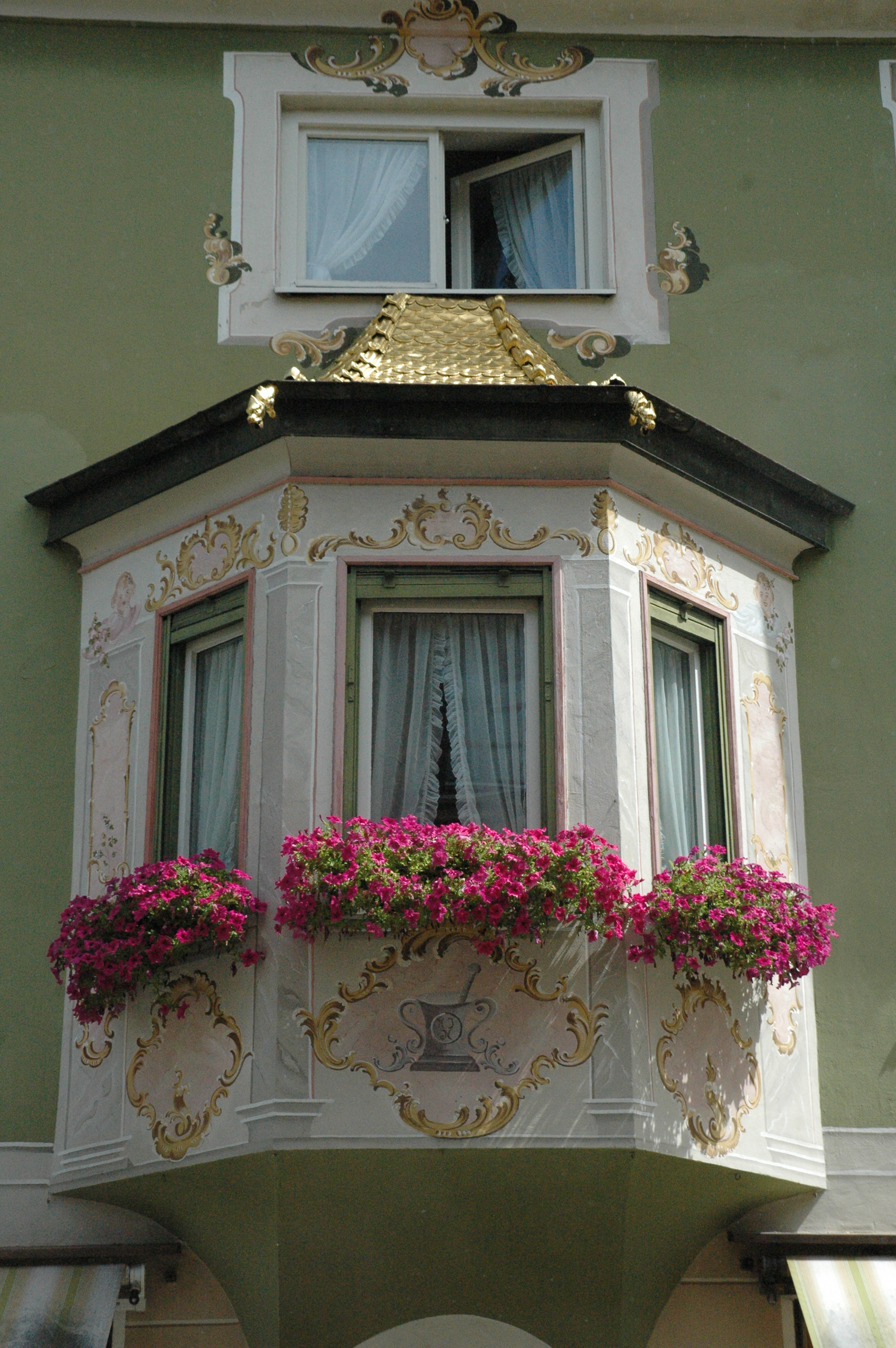
Tradizionale casa con bovindo sulla Ludwigstraße, Partenkirchen
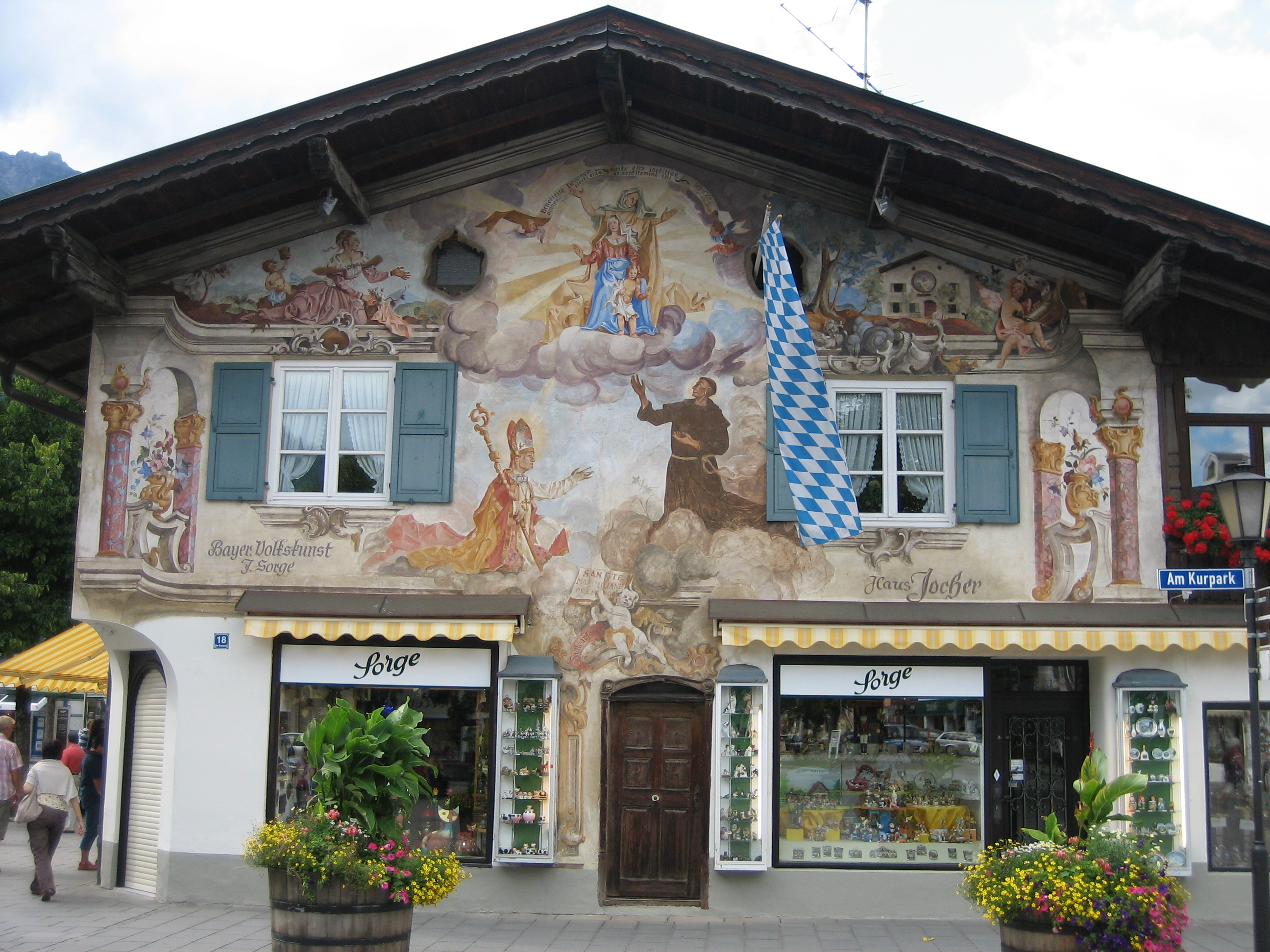
La Haus Jocher
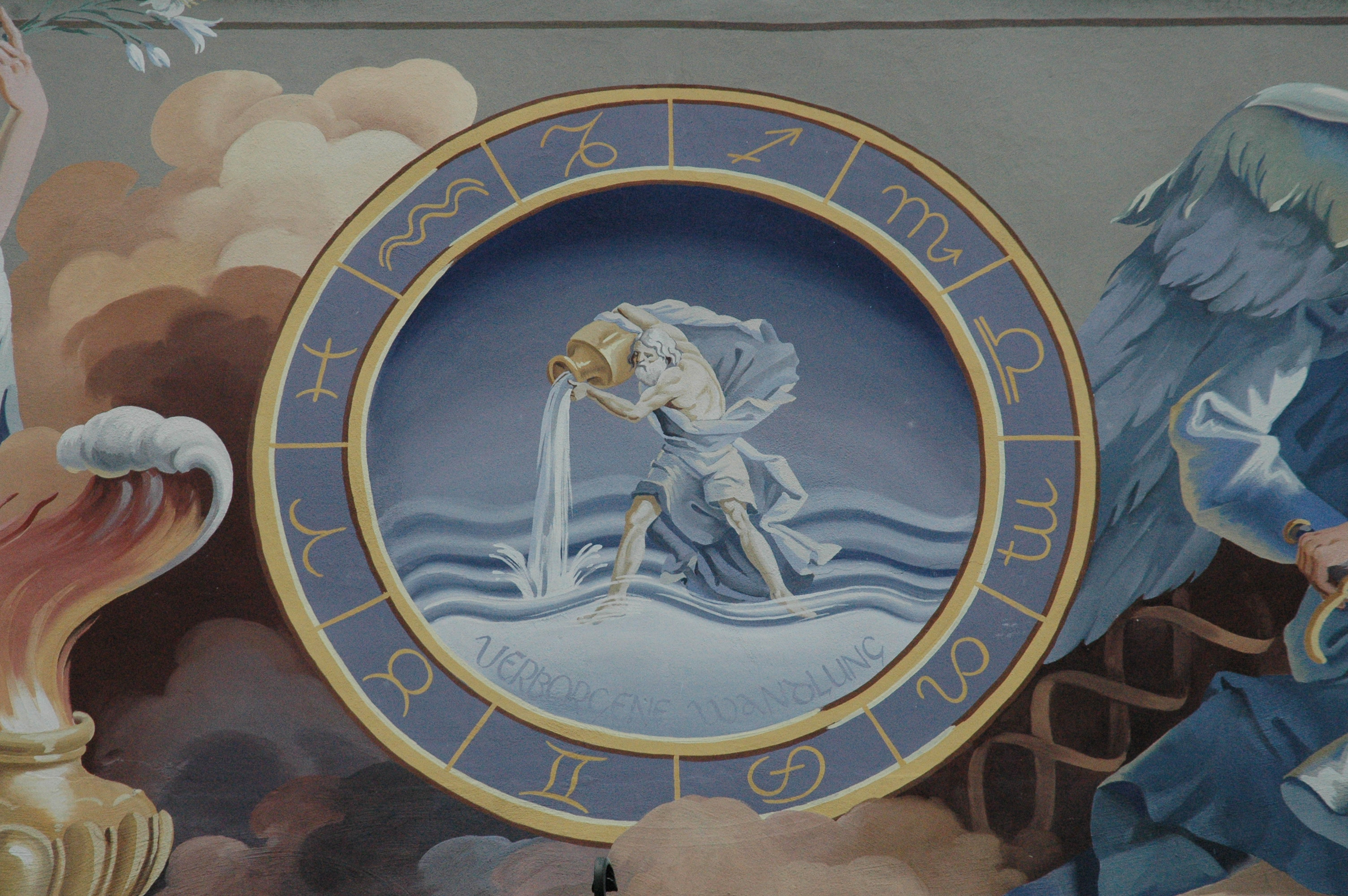
Casa in Ludwigstraße
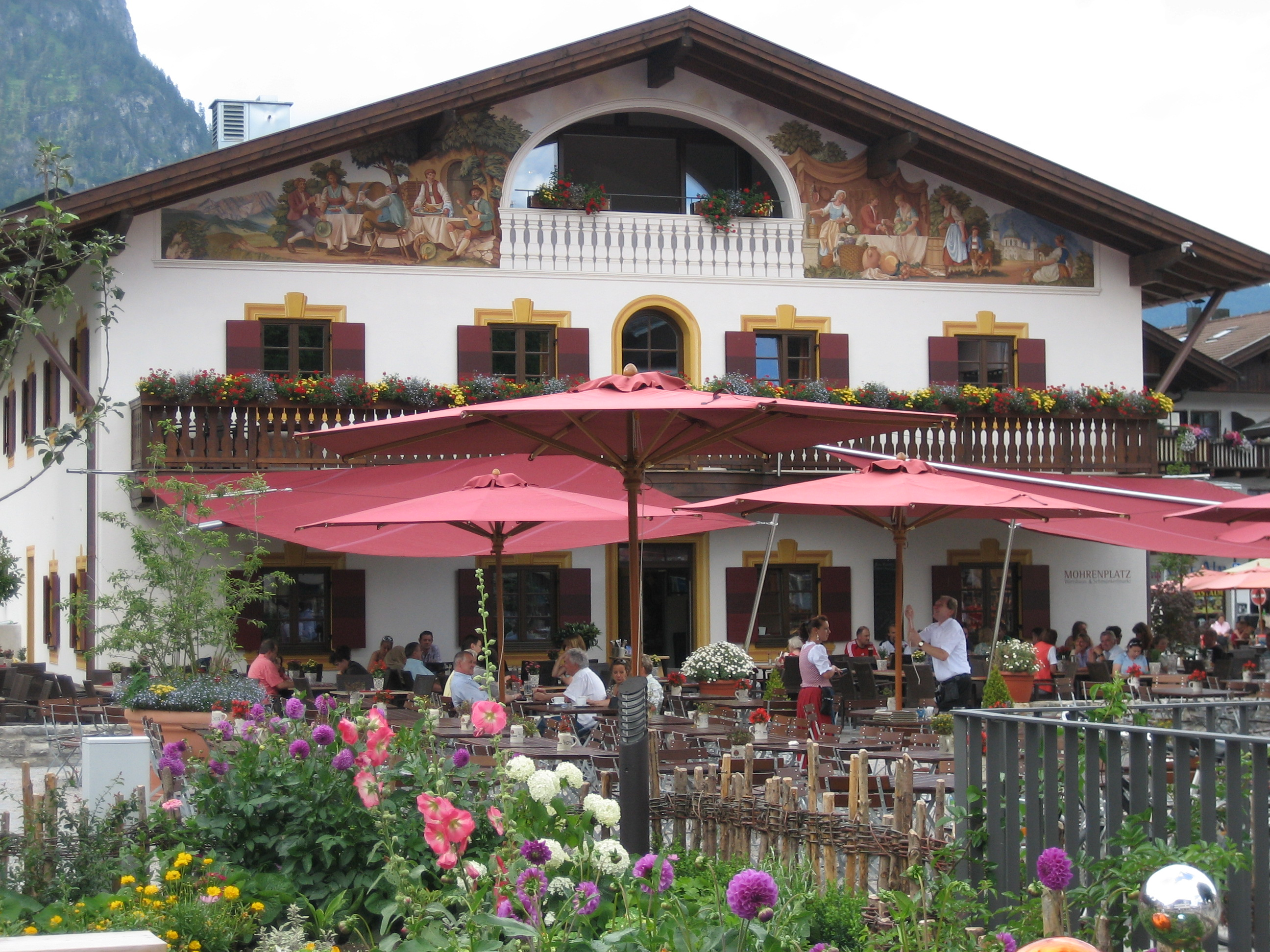
Mohrenplatz